# هارولد جنسن
هارولد جنسن (1965 - ) (بالإنجليزية: Harold Jensen)‏ هو لاعب كرة سلة أمريكي في مركز مدافع مسدد الهدف. لعب مع فيلادلفيا آصص ‏.

## وصلات خارجية
- هارولد جنسن على موقع كلية كرة السلة في سبورتس رفرنس.كوم (الإنجليزية)